# Lok-Sabha-Wahlkreis Kolar
Der Lok-Sabha-Wahlkreis Kolar ist ein Wahlkreis bei den Wahlen zur Lok Sabha, dem Unterhaus des indischen Parlaments. Er liegt im Bundesstaat Karnataka und ist deckungsgleich mit dem Distrikt Kolar.
Der Wahlkreis ist für Kandidaten aus unteren Kasten (Scheduled Castes) reserviert. Bei der letzten Wahl zur Lok Sabha waren 1.492.975 Einwohner wahlberechtigt.

## Letzte Wahl
Die Wahl zur Lok Sabha 2014 hatte folgendes Ergebnis:
| Kandidat              | Partei                | Stimmen |
| --------------------- | --------------------- | ------- |
| K. H. Muniyappa       | INC                   | 37,2 %  |
| Kolar Kesava          | JD(S)                 | 32,9 %  |
| E. M. Narayanaswamy   | BJP                   | 23,7 %  |
| Kotiganahalli Ramaiah | AAP                   | 1,6 %   |
| Sonstige              | Sonstige              | 4,1 %   |
| Keiner der Kandidaten | Keiner der Kandidaten | 0,5 %   |

## Wahl 2009
Die Wahl zur Lok Sabha 2009 hatte folgendes Ergebnis:
| Kandidat        | Partei   | Stimmen |
| --------------- | -------- | ------- |
| K. H. Muniyappa | INC      | 37,2 %  |
| D. S. Veeraiah  | BJP      | 34,7 %  |
| G. Chandranna   | JD(S)    | 21,6 %  |
| Sonstige        | Sonstige | 6,5 %   |

## Bisherige Abgeordnete
| Wahl      | Name                  | Partei | Stimmen |
| --------- | --------------------- | ------ | ------- |
| 1951–1952 | Doddathimmaiah        | INC    | 28,4 %  |
| 1951–1952 | M. V. Krishnappa      | INC    | 24,0 %  |
| 1957*     | Doddathimmaiah        | INC    | k. A.   |
| 1957*     | K. Chengalaraya Reddy | INC    | 53,2 %  |
| 1962      | Doddathimmaiah        | INC    | 43,5 %  |
| 1967      | G. Y. Krishnan        | INC    | 47,4 %  |
| 1971      | G. Y. Krishnan        | INC    | 81,3 %  |
| 1977      | G. Y. Krishnan        | INC    | 55,8 %  |
| 1980      | G. Y. Krishnan        | INC(I) | 50,2 %  |
| 1984      | V. Venkatesh          | JNP    | 51,9 %  |
| 1989      | Y. Ramakrishna        | INC    | 51,9 %  |
| 1991      | K. H. Muniyappa       | INC    | 40,1 %  |
| 1996      | K. H. Muniyappa       | INC    | 44,4 %  |
| 1998      | K. H. Muniyappa       | INC    | 39,6 %  |
| 1999      | K. H. Muniyappa       | INC    | 39,5 %  |
| 2004      | K. H. Muniyappa       | INC    | 42,2 %  |
| 2009      | K. H. Muniyappa       | INC    | 37,2 %  |
| 2014      | K. H. Muniyappa       | INC    | 37,2 %  |

*) Bei den Wahlen 1951 und 1957 entsandte der Wahlkreis Kolar zwei Abgeordnete in die Lok Sabha.

## Wahlkreisgeschichte
Der Wahlkreis Kolar besteht seit der ersten Lok-Sabha-Wahl 1951. Bis 1973 gehörte der Wahlkreis zum Bundesstaat Mysore, ehe dieser 1973 in Karnataka umbenannt wurde. 